# 本田農
本田 農（ほんだ あつし、1893年（明治26年）3月25日 - 1946年（昭和21年）4月21日）は、大日本帝国陸軍軍人。最終階級は陸軍少将。

## 経歴
1893年（明治26年）に熊本県で生まれた。陸軍士官学校第26期、陸軍大学校第34期卒業。1938年（昭和13年）3月1日に陸軍航空兵大佐進級と同時に熊谷陸軍飛行学校教育隊長に着任。1939年（昭和14年）7月に飛行第2戦隊長に転じ、1940年（昭和15年）2月に浜松陸軍飛行学校教官を経て、1941年（昭和16年）3月1日に陸軍航空整備学校幹事に就任した。
同年10月15日に陸軍少将に進級し、1942年（昭和17年）4月に独立第104教育飛行団長（第1航空軍）に就任した。1943年（昭和18年）10月30日に予備役に編入されたが、1944年（昭和19年）1月10日に召集され第1飛行場司令官に就任した。